# ヤング≒アダルト
『ヤング≒アダルト』（英: Young Adult）は、ジェイソン・ライトマン監督、ディアブロ・コーディ脚本による2011年のアメリカ合衆国の映画である。ライトマン監督、コーディ脚本の組み合わせは『JUNO/ジュノ』（2007年）以来2度目である。シャーリーズ・セロンがゴールデングローブ賞 主演女優賞 (ミュージカル・コメディ部門)にノミネートされた。

## あらすじ
37歳のメイビスは、都会のミネアポリスでヤングアダルト小説の作家として暮らしていた。しかし連載は打ち切りとなり最終話の執筆を始めるが、そんなメイビスに昔交際していたバディから一通のメールが届く。メールはバディの赤ちゃんの誕生パーティへの招待であった。元恋人からのメールに戸惑いながらも、復縁を期待したメイビスはポメラニアンのドルチェと共にミニクーパーに乗り込み、ティーンエイジ・ファンクラブの「ザ・コンセプト」を聞きながら、片田舎の故郷マーキュリーへ向かう。
マーキュリーへ到着するや、実家に顔も出さずバディと合う約束をする。途中バーで同窓のマットに声をかけられる。マットは学生時代のいじめが原因で下半身障害者として暮らしていた。メイビスはあまり覚えていないが、マットは学生の頃ロッカーが隣であったため、メイビスに憧れていた。バディと再会したメイビスは会う度に積極的に迫るが、家族愛に満たされているバディに想いは届かない。憂さ晴らしにメイビスはマットを度々酒に付き合わせ、互いに自身の性格難を認めるなど相談相手となってゆく。
赤ちゃんの誕生パーティー当日、メイビスは勝負服でバディ・ベス夫妻の自宅へ向かう。地元の友人やメイビスの両親など大勢が集まる中、メイビスはバディと二人きりになり告白・キスを迫るがバディに痛烈に拒否・批判される。ベスが誤ってメイビスのブラウスに飲み物をこぼしてしまうと、感情が爆発したメイビスはベスや町の悪態をつき、さらにはバディには自分が相応しいと叫び、場をしらけさせてしまう。
パーティーから逃げ出したメイビスは、参加していなかったマットの自宅へ向かう。泣きながら服を脱ぎマットの体を求め、二人は一夜を共にする。翌朝、目覚めたメイビスはキッチンに向かうとマットの妹サンドラがいた。自分は嫌われ者で、町の人のように普通の生活をしたいと言うメイビスに、サンドラはそのままで良いと言う。都会暮らしで小説家として地元に名を馳せたメイビスにサンドラは憧れ続けていたこと、町の人は先の事など考えず無の生活を送っていることを話す。自分の生き方に憧れている人間がいることを知り、晴れた心境になったメイビスは、再びミニクーパーに乗り帰路に着く。（了

## キャスト
メイビス・ゲイリー
演 - シャーリーズ・セロン、日本語吹替 - 魏涼子
バツイチの作家。37歳。
マット・フリーハウフ
演 - パットン・オズワルト、日本語吹替 - 桜井敏治
メイビスの高校時代の同級生。足が不自由。オタク。
バディ・スレイド
演 - パトリック・ウィルソン、日本語吹替 - 咲野俊介
メイビスの元カレ。
ベス・スレイド
演 - エリザベス・リーサー、日本語吹替 - 込山順子
バディの妻。
サンドラ・フリーハウフ
演 - コレット・ウォルフ、日本語吹替 - 冠野智美
マットの妹。メイビスに憧れている。
ヘッダ・ゲイリー
演 - ジル・アイケンベリー、日本語吹替 - 久保田民絵
メイビスの母親。
デビッド・ゲイリー
演 - リチャード・ベキンス、日本語吹替 - 真田五郎
メイビスの父親。
ジャン
演 - メアリー・ベス・ハート、日本語吹替 - 鈴木れい子
バディの母親。
メアリー・エレン・トラントウスキー
演 - ケイト・ノウリン、日本語吹替 - 平野夏那子
ベスのママ友でバンド仲間。
メイビスの担当編集者
声 - J・K・シモンズ

## 製作
ディアブロ・コーディはスペックスクリプトを書き、そして批評してもらうため、友人で『JUNO/ジュノ』の監督でもあるジェイソン・ライトマンに草案を送った。ライトマンは製作準備中であった映画『Labor Day』を2012年まで延期し、コーディの脚本を監督することに決め、1200万ドルの予算で30日間かけて撮影した。映画の大部分はミネソタ州でロケ撮影が行われ、架空の町であるマーキュリーはアップステート・ニューヨークのホワイト・プレインズ、ナニュエット、ニュー・シティ、タッパンなどで撮られた。
シャーリーズ・セロンとパトリック・ウィルソンがキャストとなった後、パットン・オズワルトがライトマンの家で脚本を読み、契約した。

## 評価
Rotten Tomatoesの集計によると、167件のレビューで支持率は82%、平均点は10点満点で7.1点である。主流の批評家のレビューから加重平均値を出すMetacriticでは42件のレビューで、100点満点中71点となった。

### 受賞とノミネート
| 映画祭・賞                   | 部門                                         | 対象 | 結果       |
| ---------------------------- | -------------------------------------------- | --- | ---------- |
| ゴールデングローブ賞         | 主演女優賞（ミュージカル・コメディ部門）     | シャーリーズ・セロン                                                                                          | ノミネート |
| サテライト賞                 | 映画主演女優賞                               | シャーリーズ・セロン                                                                                          | ノミネート |
| アメリカ映画編集者協会賞     | 長編映画編集賞（コメディ・ミュージカル部門） | デイナ・E・グローバーマン                                                                                     | ノミネート |
| 放送映画批評家協会賞         | 主演女優賞                                   | シャーリーズ・セロン                                                                                          | ノミネート |
| 放送映画批評家協会賞         | 助演男優賞                                   | パットン・オズワルト                                                                                          | ノミネート |
| 放送映画批評家協会賞         | オリジナル脚本賞                             | ディアブロ・コーディ                                                                                          | ノミネート |
| ロサンゼルス映画批評家協会賞 | 助演男優賞                                   | パットン・オズワルト                                                                                          | 次点       |
| シカゴ映画批評家協会賞       | 助演男優賞                                   | パットン・オズワルト                                                                                          | ノミネート |
| 全米映画批評家協会賞         | 助演男優賞                                   | パットン・オズワルト                                                                                          | 3位        |
| パームスプリングス国際映画祭 | アンサンブル・キャスト賞                     | 監督: ジェイソン・ライトマン 脚本: ディアブロ・コーディ 女優: シャーリーズ・セロン 男優: パットン・オズワルト | 受賞       |